# ラシーン郡 (ウィスコンシン州)
座標: 北緯42度47分 西経87度46分 / 北緯42.78度 西経87.76度
ラシーン郡（英: Racine County）は、アメリカ合衆国ウィスコンシン州にある郡である。人口は19万7727人（2020年）。郡庁所在地はラシーンである。

## 地理
国勢調査局によると、この郡の総面積は2051平方キロ（792平方マイル）で、うち863平方キロ（333平方マイル）が陸地、総面積の57.94%にあたる1188平方キロ（459平方マイル）が水域となっている。
幹線道路
- 州間高速道路94号線
- 国道41号線
- 国道45号線
- 州道11号線
- 州道20号線
- 州道31号線
- 州道32号線
- 州道36号線
- 州道38号線
- 州道75号線
- 州道83号線
- 州道142号線
- 州道164号線

隣接する郡
- ミルウォーキー郡（北）
- ケノーシャ郡（南）
- ウォルワース郡（西）
- ウォキショー郡（北西）

## 人口動態
2000年国勢調査時点で、この郡には18万8831人、7万819世帯、4万9856家族が暮らしている。人口密度は1平方キロあたり219人で、平方マイルに換算すると567人となる。住居数は7万4718軒で、1平方キロに平均87軒（1平方マイルあたりでは224軒）が建っていることになる。住民のうち白人は83.04%、アフリカ系は10.47%、ネイティブ・アメリカンは0.36%、アジア系は0.72%、太平洋諸島系は0.04%、その他の人種は3.69%、混血は1.67%、ヒスパニック（ラテン系）は7.94%を占める。32.9%がドイツ系、7.4%がポーランド系、5.5%がアイルランド系である。

2000年国勢調査の結果をもとに作成した郡の人口ピラミッド

7万819世帯のうち34.5%は18歳未満の子どもと暮らしており、54.0%は夫婦で生活している。12.3%は未婚の女性が世帯主であり、29.6%は家族以外の住人と同居している。24.5%が独り身世帯で、9.2%を独居老人の世帯が占める。1世帯あたりの平均構成人数は2.59人、家庭の平均構成人数は3.09人である。
住民のうち27.0%が18歳未満の未成年、8.3%が18歳以上24歳以下、29.9%が25歳以上44歳以下、22.5%が45歳以上64歳以下、12.3%が65歳以上となっており、平均年齢は36歳である。女性100人に対して男性が98.0人いる一方、18歳以上の女性100人に対しては95.5人いる。

## 行政
- 行政官 - ウィリアム・マクレイノルズ（共和）
- 地区弁護士 - マイケル・ニーズケス（共和）
- 保安官 - ボブ・カールソン（民主）

議会は各地区から一人ずつ選出された23人から成る委員会 (County Board)。行政官は郡民の投票で選出される。

## 市町村
- バーリントン市 (en:Burlington, Wisconsin)
- バーリントン町 (en:Burlington (town), Wisconsin)
- カレドニア (en:Caledonia, Wisconsin)
- ドーバー (en:Dover, Racine County, Wisconsin)
- エルムウッドパーク (en:Elmwood Park, Wisconsin)
- マウントプレザント (en:Mount Pleasant, Wisconsin)
- ノースベイ (en:North Bay, Wisconsin)
- ナーウェイ (en:Norway, Wisconsin)
- ラシーン (en:Racine, Wisconsin) 郡庁所在地
- レイモンド (en:Raymond, Wisconsin)
- ロチェスター (en:Rochester, Wisconsin)
- スタートバント (en:Sturtevant, Wisconsin)
- ユニオングローブ (en:Union Grove, Wisconsin)
- ウォーターフォード村 (en:Waterford, Wisconsin)
- ウォーターフォード町 (en:Waterford (town), Wisconsin)
- ウィンドポイント (en:Wind Point, Wisconsin)
- ヨークビル (en:Yorkville, Wisconsin)

## 国勢調査指定地域
- ボーナーズレイク (en:Bohners Lake, Wisconsin)
- ブラウンズレイク (en:Browns Lake, Wisconsin)
- イーグルレイク (en:Eagle Lake, Wisconsin)
- ウォーターフォードノース (en:Waterford North, Wisconsin)
- ウィンドレイク (en:Wind Lake, Wisconsin)

## 非行政コミュニティ
- コールドウェル (Caldwell)
- フランクスビル (en:Franksville, Wisconsin)
- ハッシャー (en:Husher, Wisconsin)
- アイブスグローブ (Ives Grove)
- カンザスビル (en:Kansasville, Wisconsin)
- キルバーンビル (Kilbournville)
- クニーランド (Kneeland)
- ノースケイプ (en:North Cape, Wisconsin)
- シルバニア (Sylvania)
- テイバー (Tabor)
- ティチガン (Tichigan)
- トンプソンビル (Thompsonville)
- ユニオンチャーチ (Union Church)